# Между классом и дискурсом. Левые интеллектуалы на страже капитализма
«Между классом и дискурсом. Левые интеллектуалы на страже капитализма» — книга Бориса Кагарлицкого, посвящённая проблемам левого движения в современном мире. Была впервые издана в 2017 году Издательским домом Высшей школы экономики в составе серии «Политическая теория».

## Содержание
Автор книги поднимает вопрос о соотношении теоретической и практической стороны современного левого движения. Чтобы объяснить ситуацию в современном левом движении в развитых капиталистических странах, он использует наработки множества социологов и историков XX и XXI века. Гегемония неолиберализма и постмодернизма в социальном пространстве сделала невозможным последовательное соблюдение логики партийной классовой борьбы, так что низовое движение рабочих оказалось подавлено, а партии левого толка «встроились в систему». Само понятие «левизны» изменило своё значение: эти идеи стали привязаны к защите прав меньшинств, а не к защите угнетённых от угнетателей; в результате общество оказалось фрагментировано на множество более мелких групп, в каждой из которых образовалась своя элита и появились свои эксплуататоры.